# Barada SC
O Barada SC é um clube de futebol com sede em Damasco, Síria. A equipe possui dois títulos do Campeonato Sírio de Futebol.

## História
O clube foi fundado em 1926.